# Honduras
République du Honduras
(es) República de Honduras
Le Honduras, en forme longue la république du Honduras (en espagnol : República de Honduras), est un pays situé en Amérique centrale, dont il occupe le deuxième rang autant par sa superficie juste après le Nicaragua que par sa population après le Guatemala.
Il est frontalier avec trois pays ; à l'ouest, il confine avec le Guatemala, au sud-ouest, avec le Salvador et au sud avec le Nicaragua. C'est avec ce dernier pays qu'il partage sa plus longue frontière dont une grande partie est établie sur le cours du plus long fleuve d'Amérique centrale, le río Coco.
Comme le Guatemala, le Nicaragua, le Costa Rica et le Panama en Amérique centrale, le Honduras dispose de deux façades maritimes. Il est bordé au nord par la mer des Caraïbes, qui compte de nombreuses îles, cayes et îlots, dont les plus importants sont les islas de la Bahía et les îles du Cygne tandis qu'au sud-ouest, il dispose d'une petite ouverture sur l'océan Pacifique par le golfe de Fonseca.
Le Honduras était le pays le plus inégalitaire d’Amérique latine en 2016.

## Histoire

### Période précolombienne
Le Honduras était habité par des peuples autochtones, on peut citer entre autres les Lencas, les Chortis (en), les Pech (en) et les Tolupanes.

### Période des grandes découvertes et de la colonisation espagnole (1502-1821)
Christophe Colomb arriva à Trujillo (Honduras) en 1502.
Il baptisa cette région Honduras, car quand il arriva, il venait de sortir d'une tempête, et il s'écria « Gracias a Dios, salimos de estas honduras ! » (« Grâce à Dieu ! Nous sommes sortis de ces eaux profondes »). Le cap (à l'extrémité orientale du Honduras) a pris le nom de « Gracias a Dios » et le pays « Honduras ».
En 1821, le Honduras proclame son indépendance vis-à-vis de l'Espagne.

### Les débuts de l'indépendance (1821-1839)
Le Honduras fait partie, de 1821 à 1823, de l'empire mexicain d'Iturbide.
Ensuite, jusqu'en 1838, il fait partie des Provinces unies d'Amérique centrale. En 1839, le Honduras devient un État souverain après la dislocation de la Fédération.

### LeXXesiècle
Au début du XXe siècle, le président libéral Miguel Rafael Dávila, proche allié du Nicaragua de José Santos Zelaya, proclame avec celui-ci la Grande république d'Amérique centrale, censée aboutir à une union des États de la région et repousser les projets expansionnistes des États-Unis. Ces derniers réagissent en soutenant financièrement les conservateurs de Manuel Bonilla. Dans un contexte de détérioration des relations commerciales, des mercenaires américains organisent un raid contre le port d'Acajutla ; Davila les repousse et traite les prisonniers en « flibustiers ». Les États-Unis sollicitent alors de nouveau Manuel Bonilla contre lui. Le vaisseau de guerre USS Tacoma, dans les eaux du Honduras, prête un appui opportun à Bonilla pour renverser le gouvernement.
En 1963, l'armée renverse le gouvernement élu de Ramón Villeda Morales, rendu populaire par un début de réforme agraire, afin de replacer au pouvoir le Parti national, plus soucieux de satisfaire les intérêts de l'oligarchie terrienne. Le Salvador envahit brièvement le Honduras en juillet 1969 durant la guerre du football après qu'un match de football eut exacerbé les tensions entre les deux pays. Dans les années 1970, le pays est l'un des plus pauvres et inégalitaires du continent. Le revenu moyen d’un Hondurien dépasse à peine 250 dollars par an, Alors que la moitié de la population doit se contenter de 13 % du revenu national, 5 % de privilégiés en perçoivent le tiers. Le nombre d’analphabètes s’élève à plus de 50 %.
De 1972 à 1983, le Honduras est gouverné par des militaires. L'influence des États-Unis est si forte que l'expression « proconsul » est utilisée pour désigner leur ambassadeur. Dans les années 1980, l’administration Reagan utilise le pays comme plate-forme dans sa guerre contre le gouvernement sandiniste du Nicaragua et les guérillas de gauche du Salvador et du Guatemala. L’aide militaire des États-Unis au Honduras est portée de 4 millions de dollars en 1981 à 77,4 millions en 1984. Tout en soulignant en interne que les forces gouvernementales honduriennes commettent des « centaines de violations des droits humains (…), dont la plupart pour des motifs politiques », la CIA donne son appui aux escadrons de la mort, en particulier le Bataillon 3-16, qui torturent, assassinent ou font disparaître par dizaines des syndicalistes, des universitaires, des paysans et des étudiants. Des documents déclassifiés indiquent que l’ambassadeur John Negroponte intervient personnellement pour faire obstacle à d'éventuelles divulgations de ces crimes d’État, afin d’éviter de « créer des problèmes de droits humains au Honduras ».
En 1996, la dégradation de la situation économique entraîne des troubles sociaux et des mises en garde de l'armée. Le libéral Carlos Flores est élu président en 1997. Des affrontements armés éclatent sous sa présidence à la frontière avec le Nicaragua en raison de différends frontaliers.

### LeXXIesiècle
Ricardo Maduro, candidat du PNH, est élu en 2001.
En 2002, la crise agricole menace de famine des dizaines de milliers d'habitants dans l'ouest du pays. Malgré les engagements pris par le nouveau gouvernement, les atteintes aux droits de l'homme se poursuivent, tandis qu'un contingent hondurien participe à l'occupation de l'Irak aux côtés des États-Unis. La politique de rigueur, imposée par le FMI, est très impopulaire. L'année 2004 est ainsi dominée par la montée des mécontentements sociaux et la forte croissance de la délinquance urbaine. Le traité de libre-échange entre les États-Unis et l'Amérique centrale (CAFTA) entre en vigueur en 2006. Manuel Zelaya, du Parti libéral, est élu en 2006 et inaugure une politique réformiste.
Le 28 juin 2009, le président Manuel Zelaya est victime du coup d'État de 2009 au Honduras. Arrêté et expulsé du pays par l'armée, il est remplacé dans ses fonctions par Roberto Micheletti, qu'une grande partie de la communauté internationale refuse alors de reconnaître. Le coup d’État aurait été commandité par l'élite économique hondurienne et les multinationales établies au Honduras comme la United Fruit Company, inquiètes du rapprochement effectué par le gouvernement avec l'ALBA (soutenue notamment par le Venezuela et Cuba) au détriment de la Banque mondiale, et de l'éventualité que ce changement comporterait une réorientation alternative au néolibéralisme de l’économie. Des élections générales sont organisées fin 2009 par le gouvernement putschiste. En dépit du boycott de l'opposition, l'élection du candidat Porfirio Lobo est assez rapidement entérinée par la communauté internationale.
Après le coup d’État, et jusqu'à la fin de la présidence de Juan Orlando Hernández en 2022, le Honduras s'est transformé en "narco-Etat". Toutes les institutions étaient pénétrées par les trafiquants de drogue, en particulier la police et l'armée, avec la complicité des élites politiques et économiques. Une grande partie de la drogue colombienne remontait vers les Etats-Unis via le Honduras. Les sites des routes construites par le gouvernement ont été choisis en fonction de leur importance dans le transport de cocaïne. Le président Hernández a lui-même participé à un réseau qui a expédié plus de 500 tonnes de cocaïne aux États-Unis et assassiné des centaines de personnes.

## Politique
Le Honduras est une république parlementaire. Le président, élu pour un mandat de quatre ans, exerce à la fois les fonctions de chef de l'État et de chef du gouvernement. Le pouvoir législatif n'est exercé que par une seule chambre : le Congrès. Elle compte 128 députés élus tous les quatre ans.
Le droit du Honduras est inspiré du code napoléonien en vigueur en Espagne et est influencé par le système judiciaire des États-Unis. Les juges sont désignés par les députés pour un mandat de quatre ans.
La vie politique du pays est fortement dominée par le Parti national et le Parti libéral. En 2021, il est mis un terme à l'alternance plus que centenaire entre ces deux partis politiques avec l'élection de Xiomara Castro à la tête du pays et de son parti Liberté et refondation.
Depuis le début du xxie siècle, le pays doit faire face à la montée de la violence, impliquant notamment des gangs de mineurs (Maras) : une commission interministérielle permanente pour l'intégration morale et physique des enfants a recensé 744 meurtres de mineurs entre 1998 et 2005.
Depuis le coup d'État de 2009, le Honduras présente le taux le plus élevé d'assassinats politiques dans le monde, par rapport à sa population. Les écologistes et syndicalistes sont particulièrement ciblés par ces assassinats, alors que l'impunité des crimes sociaux et politiques avoisine les 95 %.
L'élection présidentielle de 2017 donne lieu à des accusations de fraudes. L'Organisation des États américains recommande la tenue d'un nouveau scrutin. Le gouvernement déclare l'état d'urgence. Une trentaine de manifestants sont tués et plus de huit cents arrêtés. D'après l'ONU et la Commission interaméricaine des droits de l'homme, « beaucoup d'entre eux ont été transférés dans des installations militaires, où ils ont été brutalement battus, insultés et parfois torturés ».

## Subdivisions
Les dix-huit départements sont subdivisés en 298 municipalités.

## Géographie
Entouré par la mer des Caraïbes au nord, le Guatemala à l'ouest-nord-ouest, le Salvador à l'ouest-sud-ouest, l'océan Pacifique au sud-ouest et le Nicaragua à l'est-sud-est, le Honduras occupe une superficie de 112 090 km2. Le Honduras dispose de 820 km de côtes.
Le Cerro Las Minas, haut de 2 870 m, est le point culminant du pays ; il est situé dans l'Ouest. Parmi les ressources naturelles, on trouve l'or, l'argent, le cuivre, le plomb, le zinc, le fer, l'antimoine et le charbon. Grâce à ses accès à la mer, le Honduras possède une importante activité de pêche.
Le pays est sujet aux tremblements de terre, inondations et ouragans. L'ouragan Mitch qui a eu lieu à Tegucigalpa en 1998 a fait beaucoup de ravages sur cette ville, qui sont encore visibles aujourd'hui[Quand ?].
À la limite du bassin caraïbe, au large des côtes du Honduras, les îles de la Baie (Utila, Roatán et Guanaja) sont peuplées de descendants de pirates anglais. Colonies britanniques, elles ont été cédées au Honduras en 1859, sans que leurs habitants aient été consultés.

### Frontières terrestres
- 920 km avec le Nicaragua ;
- 342 km avec le Salvador ;
- 256 km avec le Guatemala.

## Environnement

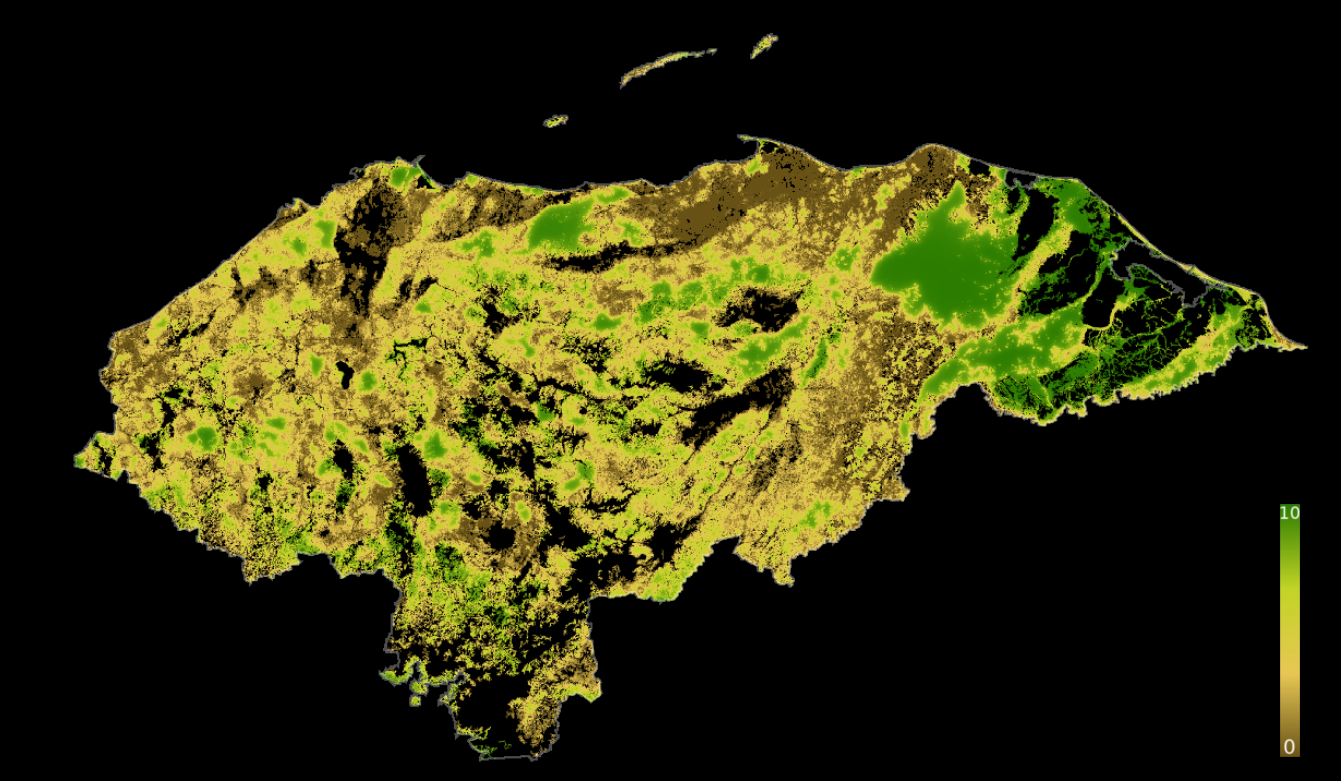
En 2019, Le Honduras avait un score moyen de l'indice d'intégrité du paysage forestier de 4,48, le classant 126e sur 172 pays.

Depuis 2014, la sécheresse affecte le Honduras, un problème aggravé par l’exploitation des ressources naturelles au profit de mégaprojets miniers ou hydroélectriques. Après le coup d’État de 2009, 89 concessions minières et hydroélectriques ont été accordées, souvent à des entreprises proches du pouvoir.
Au moins 177 rivières ont été affectées ces dernières décennies. Les sols s’assèchent et les cultures rapportent moins, provoquant l’appauvrissement d'une partie des paysans.
Le Honduras a perdu 10 % de ses forêts entre 2010 et 2021, une déforestation attribuée notamment à l'élevage extensif et à l'agriculture itinérante.
Plus de 130 militants écologistes ont été tués entre 2009 et 2019, ce qui fait du Honduras l'un des pays les plus dangereux pour les défenseurs de l'environnement.

## Économie

Évolution historique du PIB réel par habitant au Salvador, au Guatemala et au Honduras

En 1998, l'ouragan Mitch a causé la mort d'environ cinq mille personnes et des pertes de quelque trois milliards de dollars. Malgré l'aide étrangère de 2,76 milliards de dollars, le PIB a diminué de 3 %. D'après l'ONU, 77,3 % des Honduriens vivent dans la pauvreté.
Le secteur primaire représente 13 % des revenus totaux de la population hondurienne. 32 % de ces revenus sont générés grâce au secteur secondaire. Finalement, 55 % regroupent les revenus du secteur tertiaire[source insuffisante].
L'agriculture représente 22 % du PIB. Le café est l'un des principaux produits exportés et représentait 22 % des exportations honduriennes dès 1999). Au cours de la décennie des années 2010, le Honduras s'est hissé à la sixième place au palmarès des quinze plus grands producteurs mondiaux de café et à la première pour l'Amérique centrale. Le pays était par ailleurs le deuxième plus grand exportateur de bananes jusqu'en 1998. Une très grande majorité de la production du pays est aux mains de l'entreprise américaine Chiquita (ex-United Fruit Company). Les autres principales ressources exportées sont la canne à sucre, le maïs, les oranges, les crustacés, le tabac et les bovins. Les transferts d’argent des émigrés représentent 18,5 % du PIB.
Les exportations minières représentent 293 millions de dollars en 2021. L'ONG Fosdeh souligne que l'extraction de minéraux et d'hydrocarbures est en train de « changer la géographie » du Honduras : avec les concessions minières en cours, la zone destinée à l'extraction pourrait atteindre dans les années à venir 5 % du territoire national.
La monnaie est le lempira, divisée en cent centimes (centavos). La dette du Honduras est de 3 871 000 000 CAD en 2008, soit environ 16 % du PIB, et le déficit budgétaire et d'environ 3,6 %. Le taux d'inflation atteint 4,60 % en 2011. Le Honduras est un pavillon de complaisance.
Le taux de chômage en 2017 est de 7,40 %. Toutefois, le sous-emploi concerne plus de 60 % de la population active.
En 2024, le Honduras est classé en 114e position pour l'indice mondial de l'innovation.

## Démographie

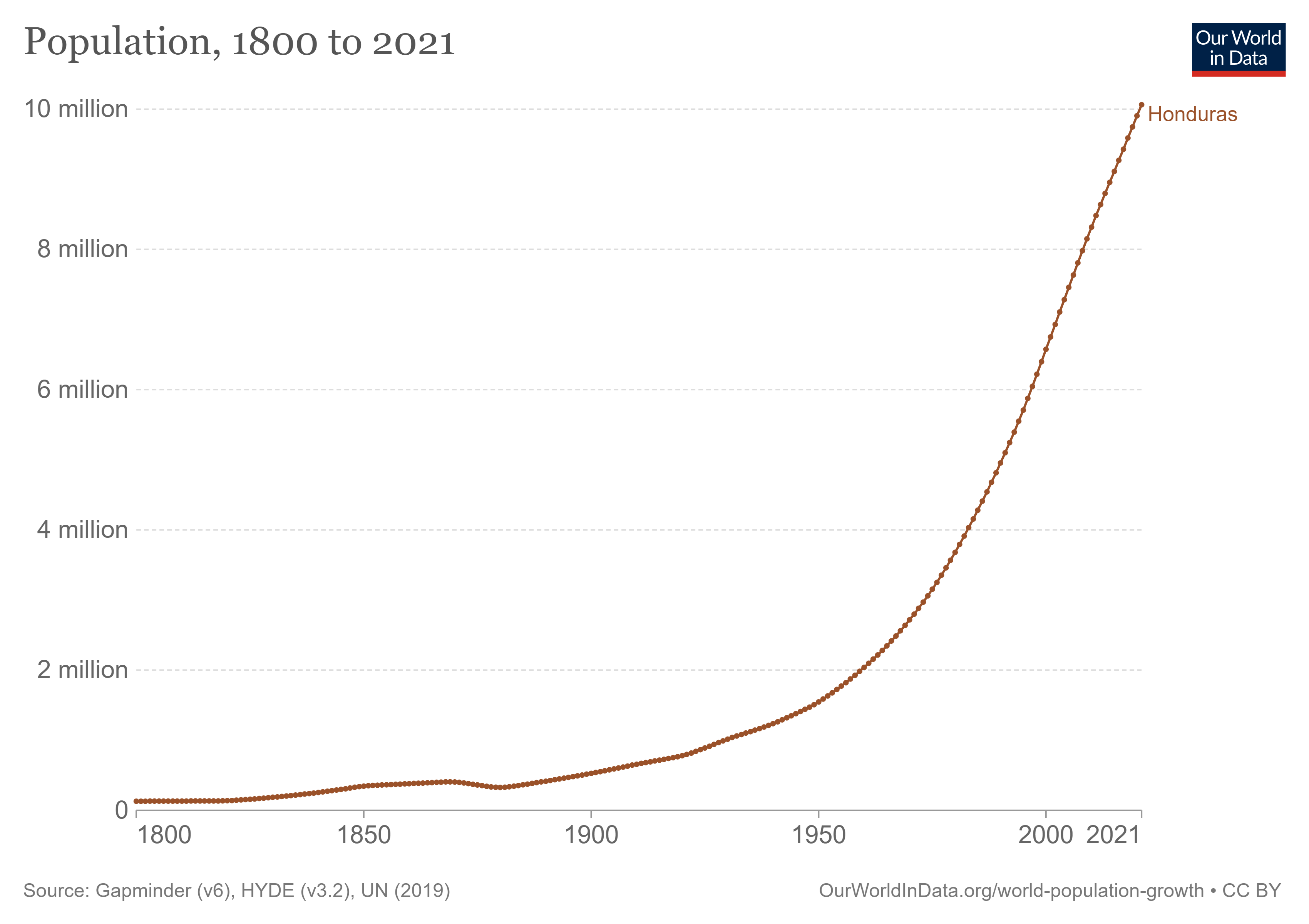
Évolution de la démographie entre 1800 et 2021 (chiffre de la Our World in Data, 2022). Population en millions d'habitants.

Le Honduras compte 9,3 millions d'habitants (appelés Honduriens) en juin 2020. La population se compose de 90 % de métis (Hispaniques et Indigènes), 7 % d'Indigènes purs, 2 % de Noirs (Garifuna), et 1 % de Blancs.
L'espérance de vie est de 72,3 ans pour les hommes et de 77 ans pour les femmes. Le taux de mortalité infantile s'évalue à 18,7 ‰ en 2015.

### Peuples autochtones
Les peuples autochtones sont la cible d’assassinats, de menaces, d’enlèvements et d’attaques. Beaucoup de ceux qui sont ciblés sont des représentants de leur communauté, impliqués dans la protection de leurs territoires contre l’exploitation forestière, les projets touristiques, les barrages hydroélectriques et l’exploitation minière.
Ces communautés sont particulièrement pauvres et pâtissent d’un manque de services sociaux de base, tels que l’éducation et la santé.

### Santé
Le pays est l'un des pays d'Amérique centrale les plus touchés par le sida.
La croissance de la population s'élève annuellement à 2,1 %, et le taux de fécondité était estimé à 3,3 enfants par femme en 2007.
L’avortement est interdit et puni de prison. En avril 2012, le gouvernement conservateur de Porfirio Lobo fait adopter la criminalisation de la prise ou de la vente de la pilule du lendemain et instaure des peines de prison allant de trois à dix ans.
Le Parlement fait inscrire en janvier 2021 dans la Constitution l’interdiction totale de l’avortement ainsi que l’interdiction du mariage homosexuel.
Les services de santé au Honduras sont insuffisants selon Médecins sans frontières.

### Problèmes sociaux et criminalité
Le Honduras détient depuis plusieurs années l'indice le plus élevé d'homicides volontaires avec, en 2012, 90,4 homicides pour 100 000 habitants (soit 7 172 homicides) notamment du fait de la présence de gangs mafieux « ultra violents » nommés maras. Cet indice serait en baisse en 2013 et 2014. La criminalité est principalement liée au trafic de stupéfiants et aux extorsions de fonds. Les touristes n'échappent pas aux agressions. Les journalistes et les opposants politiques sont également les victimes de ces violences. La ville la plus touchée est San Pedro Sula, la deuxième ville du pays, qui détient le plus haut taux d'homicides au monde avec 173 morts pour 100 000 personnes. Le pays est considéré comme l'un des plus dangereux au monde pour les journalistes. La violence est également alimentée par l’accaparement des terres pour les industries extractives, contre lesquelles les nombreuses communautés autochtones tentent de se défendre.
Les gangs mafieux sont parvenus à s'introduire profondément au sein des forces de police, « pourries jusqu’à la moelle » selon les déclarations d’un ancien officier de police abattu deux semaines plus tard, et les assassinats politiques sont fréquents,. En 2016, une commission spéciale pour la purge et le processus de transformation de la police nationale est mise en place pour mener une enquête parmi les forces policières : plus de 5 000 des 17 000 policiers du pays ont été renvoyés à cette occasion. La classe politique est elle aussi particulièrement corrompue, dont le Parti national du Honduras au pouvoir, qui détournait jusqu'à l'explosion du scandale des millions de dollars des services publics pour alimenter ses propres finances.
Des documents révélés par Wikileaks indiquent que les vestiges d’un avion ayant transporté au moins une tonne de cocaïne ont été enterrés dans la propriété de Miguel Facussé Barnum, où il avait atterri. Grand propriétaire cultivant la palme africaine, industriel éminent et propriétaire du quotidien La Tribuna, Miguel Facussé Barnum compte parmi les hommes les plus riches du Honduras. En 2017, les membres de la richissime famille Rosenthal, particulièrement influente (propriétaire du quotidien Tiempo et du Canal 11 de télévision) tombent pour leurs relations avec le narcotrafic : Yankel Rosenthal (ex-ministre de l’Investissement de Juan Orlando Hernández), Jaime Rosenthal Oliva (vice-président du Honduras entre 1986 et 1989), Yani Rosenthal Hidalgo (ex-candidat à la magistrature suprême pour le Parti libéral). Le fils de l'ancien président Porfirio Lobo est pour sa part extradé aux États-Unis où il se reconnait coupable d'« association de malfaiteurs pour trafiquer de la cocaïne ».
En octobre 2018, le pays connait une crise migratoire avec la formation d'une caravane de migrants allant vers les États-Unis. Un exode au dénouement incertain, vers un pays où il leur faudra faire un choix difficile : vivre dans la clandestinité ou commencer un processus de demande d’asile qui n’a qu’une faible chance d’aboutir. En octobre 2018, les États-Unis annoncent réduire l'aide économique accordée au Honduras, lui reprochant de ne pas suffisamment agir contre l'émigration. La décision pourrait avoir de lourdes conséquences pour le Honduras : « Le pays, qui exporte très peu, ne sera pas en mesure de défendre sa souveraineté politique et économique » selon le journal Le Monde.
Un procureur américain décrit en 2021 le Honduras comme un «narco-État » tant les relations entre les milieux criminels, les milieux d'affaires et les responsables politiques sont profondes. Le président Juan Orlando Hernández est lui-même cité dans plusieurs procès pour sa collaboration avec les narcotrafiquants, cherchant à utiliser sa proximité avec l’administration Trump pour « inonder les États-Unis de drogue ».
S'inspirant d'un exercice similaire amorcé au Salvador par le président Nayib Bukele, la présidente Xiomara Castro déclare en décembre 2022 un état d'exception dans les villes de Tegucigalpa et de San Pedro Sula afin de réprimer les gangs criminels, notamment la Mara Salvatrucha (MS-13) et le 18th Street Gang, qui contrôlent certains secteurs de ces villes.

### Armée
Le budget militaire hondurien a été multiplié par trois depuis le coup d’État de 2009. Les États-Unis apportent aussi une aide militaire à l’État hondurien et utilisent des bases militaires dans le pays comme plate-forme de lancement pour des interventions dans la région. La DEA américaine possède également trois bases où elle instruit et forme les forces locales.

### Langues
L'espagnol (castillan) est la langue officielle. La variété locale utilise la forme vos au lieu de tú et de nombreux mots tombés en désuétude en Espagne y sont toujours utilisés, comme « carro » (de « chariot » en espagnol et non de « car » en anglais) ainsi que de nombreux mots souvent d'origine préhispanique.

### Religions
Selon le Pew Research Center, en 2010, 87,6 % des habitants du Honduras sont chrétiens, principalement catholiques (50,3 %) et dans une moindre mesure protestants (36,6 %), alors que 10,5 % de la population n'est pas affilié à une religion et que 1,1 % pratique une religion populaire.

### Émigration
La pauvreté et la criminalité poussent de nombreux honduriens à essayer de s'exiler. Pour la seule année 2021, environ 400 000 Honduriens, soit près de 4,04 % de la population, ont tenté de quitter le pays.

## Culture
Les fêtes et jours fériés sont notamment le 3 février, fête de la Vierge de Suyapa, patronne de la République, et le 15 septembre, fête de l'indépendance.